# Emanuele Ancorini
Emanuele Ancorini, född 18 november 1968 i Stockholm, är en svensk konståkare och artist.
Emanuele Ancorini var som junior en av Nordens bästa åkare. Han har vunnit SM i konståkning. Som professionell har han uppträtt med Holidays on ice och Walt Disney on ice.